# Ulrich von Pufendorf
Ulrich von Pufendorf (* 12. Oktober 1901 in Isenhagen; † 21. Oktober 1989 in Frankfurt am Main) war ein deutscher Diplomlandwirt und Publizist.

## Leben und Tätigkeit
Ulrich von Pufendorf war ein Sohn von Ludwig August von Pufendorf und seiner Frau Marie von Schweinitz und Krain (* 1877). Ulrich von Pufendorf hatte zwei ältere Brüder. Friedrich (* 1898) starb 1918 im Ersten Weltkrieg und sein anderer Bruder Rudolf (1900–1943) wurde Kapitän zur See der Kriegsmarine.
Nach dem Schulbesuch absolvierte Pufendorf eine landwirtschaftliche Lehre. Anschließend studierte er bis 1925 an der Landwirtschaftlichen Hochschule in Hohenheim, die er mit einem Abschluss als Diplomlandwirt verließ. Es folgten zwei Jahre Vertiefungsstudium an der Landwirtschaftlichen Hochschule in Berlin. 1927 wurde Pufendorf wissenschaftlicher Assistent bei Theodor von Baudissin, dem Direktor der Preußischen Hauptlandwirtschaftskammer in Berlin. 1930 wechselte er als persönlicher Referent des Geheimrates Alexander Prentzel ins Direktorium des Reichs-Kalisyndikat.
Von 1939 bis 1945 nahm Pufendorf als Reserveoffizier am Zweiten Weltkrieg teil.
1947 gründete Pufendorf zusammen mit Ludwig Erhard, Theodor Heuss und Heinrich Lübke die Wirtschaftspolitische Gesellschaft in Frankfurt am Main, eine Institution, die ihrem Selbstverständnis nach eine Mittlerrolle zwischen Staat und Gesellschaft einnimmt und das Modell einer nicht-obrigkeitsstaatlichen und nicht-nationalstaatlich-orientierten kosmopolitischen Kulturgesellschaft propagiert.
Pufendorf amtierte lange Jahre als 1. Vorsitzender der Wirtschaftspolitischen Gesellschaft von 1947. Zudem legte er eine Reihe einschlägiger Publikationen vor.

## Schriften
- Mündige Gesellschaft – offene Welt: Dem Mitbegründer und Vorsitzenden der Wirtschaftspolitischen Gesellschaft Rudolf Mueller zum 60. Geburtstag, 1964.
- Entwicklung von unten: Probleme und Stufen des sozialökonomischen Wachstums auf der regionalen Ebene, 1966.
- Die Privatinitiative als Motor der sozialökonomischen Entwicklung Osteuropas zwischen beiden Weltkriegen.
- Partizipation. Aspekte politischer Kultur. Opladen 1970.
- Überforderte Demokratie?: Grundfragen des demokratischen Prozesses, Ansätze zu soziokultureller Innovation, Aktivierung der Bürger, Kommentare zu ausgew. Literatur, 1975.
- Langzeitorientierung in einer offenen Welt: Konkretisierung d. Gemeinwohls, Mündigkeit als Bedingung für Offenheit, Weltorientierung, 1978.